# Châu Lâm
Chu Lâm (tiếng Trung: 朱琳, tiếng Anh: Zhu Lin sinh ngày 20 tháng 12 năm 1952, tại Bắc Kinh), là một nữ diễn viên người Trung Quốc. Bà tốt nghiệp Học viện Y dược Trung Quốc sau đó tham gia học tại Học viện điện ảnh Bắc Kinh.

## Sự nghiệp
Từ nhỏ bà đã say mê nghệ thuật, từng theo học vũ đạo, thể dục nhịp điệu, sau đó thi vào Học viện Điện ảnh và trở thành diễn viên thuộc Viện kịch nói nghệ thuật nhân dân Bắc Kinh. Từ năm 1979, bà đã tham gia đóng phim và nhanh chóng nổi tiếng, được nhiều đạo diễn mời đóng các vai chính trong nhiều phim điện ảnh và truyền hình.

Năm 1985, bà được đạo diễn Dương Khiết mời thể hiện vai nữ vương Nữ Nhi quốc trong phim Tây Du Ký. Vai diễn của bà được khán giả bình chọn là "đệ nhất mĩ nữ" trong phim, để lại ấn tượng sâu sắc cho mọi người.

Trong hai thập niên 80 - 90 thế kỉ trước, Chu Lâm là nữ diễn viên nổi tiếng của điện ảnh Trung Quốc, với tài diễn xuất sắc trong phim Khải tuyền tại tử dạ, bàị được trao giải "Nữ diễn viên chính xuất sắc nhất" trong Lễ trao giải Kim Ưng lần thứ năm. Năm 1988 bộ phim "Was far away War Age" nói về đường lối chính sách của Liên Xô đã đạt giải bạc trong liên hoan phim quốc tế châu Á, châu Phi và Mỹ La tinh lần thứ X cho bộ phim điện ảnh này.

Đến nay, Chu Lâm vẫn xuất hiện đều đặn trên màn ảnh nhỏ, tác phẩm gần đây có Mãi không từ bỏ, Huynh đệ... Đến nay bà đã tham gia vào khá nhiều bộ phim truyền hình, 12 bộ phim điện ảnh, 7 vở opera, tham gia vào 5 bộ ảnh đặc biệt có quy mô lớn.